# Algrange
Algrange este o comună franceză situată în departamentul Moselle, în regiunea Grand Est.

## Geografie

### Localizare
Comuna Algrange se află pe malul stâng al Moselei, la aproximativ 10 kilometri vest de Thionville. Este mărginită la sud de comunele Nilvange și Knutange, în timp ce la est și vest este delimitată de două platouri, dintre care unul cu pajiște calcaroasă.

### Comune limitrofe
| Havange | Angevillers | Thionville       |
|         |             | Thionville       |
| Fontoy  | Knutange    | Nilvange Hayange |

### Geologie și relief
Satul este situat într-o vale îngustă care se întinde pe patru kilometri lungime și este străbătută de Schtinckbach, un mic afluent al Fensch. Fundul văii se află la o altitudine de aproximativ 250 de metri, în timp ce punctul culminant situat pe platou atinge 395 de metri.

### Seismicitate
Comună situată într-o zonă de seismicitate 1 foarte scăzută.

### Climă
În 2010, clima comunei era de tip montan, conform unui studiu al CNRS, bazat pe o serie de date aferente perioadei 1971-2000. În 2020, Météo-France a publicat o tipologie a climatului din Franța metropolitană, în care comuna este clasificată cu un climat semi-continental și se află în regiunea climatică Lorena, platoul Langres, Morvan, caracterizată printr-o iarnă aspră (1,5 °C), vânturi moderate și ceață frecventă în toamnă și iarnă.
Pentru perioada 1971-2000, temperatura medie anuală este de 8,9 °C, cu o amplitudine termică anuală de 16,4 °C. Cantitatea medie anuală de precipitații este de 881 mm, cu 12,9 zile de precipitații în ianuarie și 8,8 zile în iulie. Pentru perioada 1991-2020, temperatura medie anuală observată la stația meteorologică cea mai apropiată, situată în comuna Amnéville la 13 km distanță în linie dreaptă, este de 10,2 °C, iar cantitatea medie anuală de precipitații este de 884,1 mm.
Pentru viitor, parametrii climatici estimati pentru comună, pentru anul 2050, conform diferitelor scenarii de emisii de gaze cu efect de seră, pot fi consultati pe un site dedicat publicat de Météo-France în noiembrie 2022.

### Hidrografie
Comuna este traversată de linia de separare a apelor între bazinele hidrografice ale Rinului și Meusei, în cadrul bazinului Rhin-Meuse. Nu este drenată de niciun curs de apă.

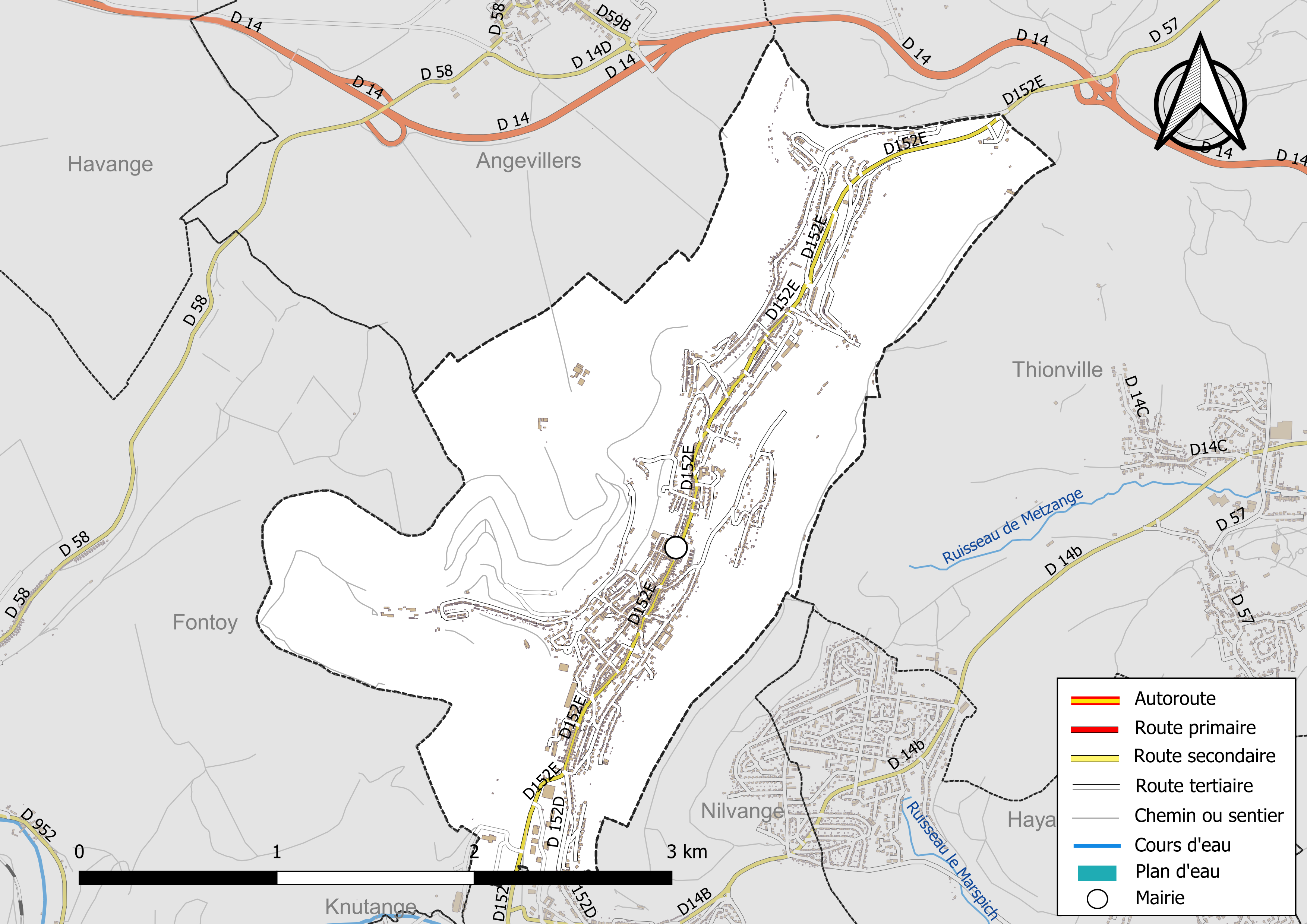
Algrange - rețeaua hidrografică și rutieră

## Urbanism

### Tipologie
La 1 ianuarie 2024, Algrange este clasificată ca un mare centru urban, conform noii grile comunale de densitate cu șapte niveluri definită de INSEE (Institutul Național de Statistică și Studii Economice) în 2022. Face parte din unitatea urbană Thionville, o aglomerație intra-departamentală care reunește douăsprezece comune, fiind una dintre comunele din suburbii. De asemenea, comuna face parte din zona metropolitană a Luxemburgului (partea franceză), fiind o comună din polul secundar. Această zonă, care cuprinde 115 comune, este clasificată în categoriile de 700 000 de locuitori sau mai mult (exceptând Parisul).

### Utilizarea terenului
Ocuparea solului comunei, așa cum reiese din baza de date europeană de ocupare biofizică a solului Corine Land Cover (CLC), este marcată de importanța pădurilor și a mediilor semi-naturale (61,3% în 2018), o proporție identică cu cea din 1990 (61,3%). Repartiția detaliată în 2018 este următoarea: păduri (50,8%), zone urbanizate (23%), medii cu vegetație arbustivă și/sau ierboasă (10,6%), terenuri arabile (9,1%), zone industriale sau comerciale și rețele de comunicații (6,6%). Evoluția ocupării terenurilor în comună și a infrastructurilor sale poate fi observată pe diferitele reprezentări cartografice ale teritoriului: harta Cassini (secolul XVIII), harta de stat-major (1820-1866) și hărțile sau fotografiile aeriene ale IGN pentru perioada actuală (1950 până în prezent).

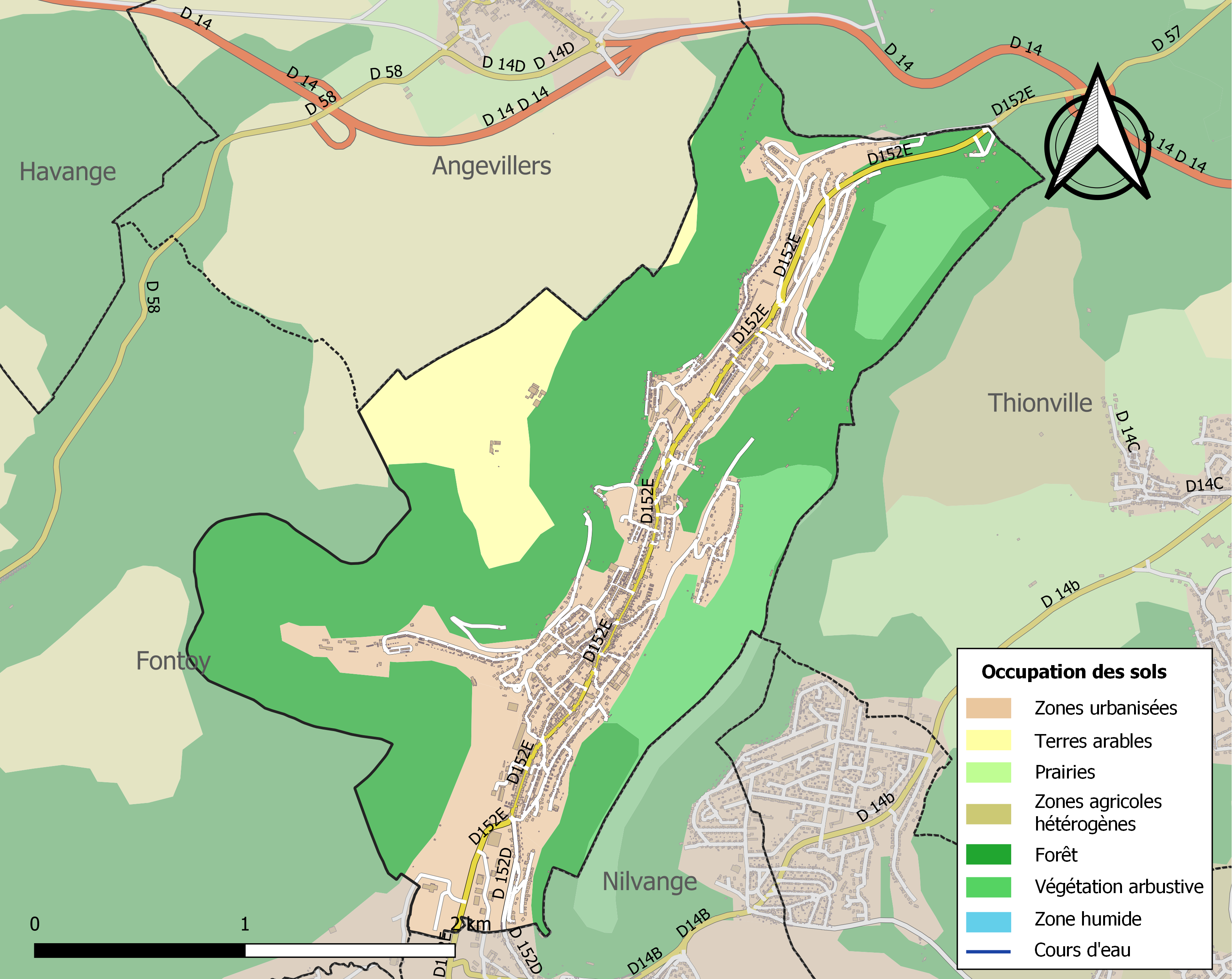
Harta infrastructurii și utilizării terenului a comunei în 2018 (CLC).

## Toponimie

### Mențiuni vechi
Această localitate este menționată sub numele de: Alkerengis (875); Alringes (962); Alkiringes (1139); Alkeringis (1139); Algerenge (1206); Alringes (1293); Oilegrange (1304); Olegrange (1304); Olegrenge (1304); Alcrange (1323); Allgringen (1596); Algringen (1605); Halgrange (1606); Ollegrange (1685); Olgrange (1762).
În francică lorenă: Oolgréngen și Algréngen.
În germană Algringen.

### Etimologie
Sufixul -ange sau -enge (Algerenge, 1205-1206) este forma dată (redenumire administrativă) în locul sufixului germanic -ing („domeniu”), în timpul avansării Ducatului de Bar în jurul anului 1200. Numele satelor care se termină în -ing sau -ingen a fost francizat în -ange sau -enge.

## Istorie
Algrange depindea de provincia luxemburgheză; posesie a abațiilor Saint-Vanne de Verdun, Villers-Bettnach, Saint-Pierre de Metz și Justemont.
Acest loc a depins de senioria Florange; după confiscarea acesteia, a fost reunit cu Oetrange.
În 1817, Algrange, sat din vechea provincie Trois-Évêchés (din 1659), avea ca anexă ferma Batzenthal. La acea vreme, existau 228 de locuitori distribuiți în 52 de case și ferme[23].
Moara Gourstal, donată în 1205 de Wirric, senior de Vallecour, abației Justemont.
Ca și celelalte comune din actualul departament Moselle, Algrange a fost anexată Imperiului German din 1871 până în 1918. Prima linie de cale ferată a fost deschisă la 1 iunie 1882, urmată la scurt timp de primul oficiu poștal, deschis la 10 ianuarie 1884. Spitalul minelor și forjelor a fost deschis la 30 septembrie 1899. Algrange a cunoscut o perioadă de prosperitate la începutul secolului al XX-lea, datorită celor patru mine principale de fier (aproximativ zece puțuri deschise) și uzinei siderurgice Hütte Friede (S.M.K.), parțial pe teritoriul comunei.
Când a izbucnit Primul Război Mondial, locuitorii din Moselle au luptat în mod natural pentru Imperiul German. Mulți tineri au căzut pe câmpul de onoare sub uniforma germană, pe Frontul de Est, dar și pe cel de Vest, în special în Franța și în Flandra. Subiecți loiali ai împăratului, locuitorii din Moselle au primit însă cu bucurie sfârșitul ostilităților și pacea, în sfârșit regăsită. Algringen a redevenit Algrange.
Algrange a fost una dintre primele trei municipalități din Moselle, alături de Hagondange și Amnéville, care a fost condusă de un primar comunist, în 1923. Frontul Popular și grevele din 1936 au afectat populația din Algrange. Minele și S.M.K. și-au încetat atunci activitățile, muncitorii fiind în grevă, ca și în restul Franței.
Al Doilea Război Mondial și drama Anexării vor marca mult timp spiritele. Mulți tineri încorporați forțat în armatele germane nu s-au mai întors niciodată. Comuna a fost eliberată încă din 10 septembrie 1944 datorită Armatei a III-a a lui Patton.
În Républicain Lorrain din 17 august 1961, se putea citi că, odată cu extinderea Batzenthal, ferma construită în 1726 urma să dispară pentru a permite extinderea noului cartier rezidențial din Algrange.
O linie de cale ferată, care deservea Algrange din Hayange, a fost închisă călătorilor pe 31 august 1944 și mărfurilor în jurul anului 1974.

## Populația și societatea

### Date demografice
Evoluția numărului de locuitori este cunoscută prin recensămintele populației efectuate în comună începând din 1793. Pentru comunele cu mai puțin de 10 000 de locuitori, un recensământ al întregii populații este realizat la fiecare cinci ani, populațiile legale pentru anii intermediari fiind estimate prin interpolare sau extrapolare.
În 2022, comuna număra 5 928 locuitori, în scădere cu -3,52 % față de 2016 (Moselle: +0,52 %, Franța fără Mayotte: +2,11 %).
| An        | 1793 | 1806 | 1841 | 1861 | 1875 | 1885  | 1900  | 1921  | 1936  | 1962  | 1982  | 2006  | 2014  | 2022  |
| --------- | ---- | ---- | ---- | ---- | ---- | ----- | ----- | ----- | ----- | ----- | ----- | ----- | ----- | ----- |
| Populație | 264  | 217  | 341  | 357  | 364  | 1 151 | 5 230 | 6 947 | 7 953 | 9 163 | 6 767 | 6 326 | 6 273 | 5 928 |

## Cultură locală și patrimoniu

### Locuri și monumente

#### Edificii civile:
- Vestigii preistorice și antice.
- Fațade neorenascentiste și neogotice datând din perioada Anexării.
- Frescă monumentală a lui Greg Gawra în gloria celor patru mine și a muncitorilor săi[36]: cel mai mare zid pictat cu cel mai mare număr de personaje existent[37], conform Le Républicain Lorrain.
- Monumentul eroilor[38][39]: Conflicte comemorate: Războiul 1939-1945[40].
- Placă comemorativă a SNCF.
- Stela minerilor celor patru mine[41].
- Piatra zisă a Croaților, 1650[42].

#### Edificii religioase
- Biserica catolică Saint-Jean-Baptiste, neo-gotică, 1892.

Orgă Haerfper-Erman (1963) - François Delangue (1992).
- Capela Saint-Antoine-de-Padoue[44]: instalată în 1920, destinată numeroșilor mineri imigranți, italieni și polonezi; amenajată definitiv ca loc de cult în 1934.

Altar datând din 1754 în capelă.
- Templul protestant reformat, strada Foch, construit între 1890 și 1891.
- Biserica neo-apostolică, 1961, strada de Bous[45].
- Grota Lourdes, 1951[46].
- Institutul Pastoral Biblic Baptist, Strada Lorena.

### Personalități
- Philippe Hinschberger, fotbalist și antrenor francez, născut în 1959 la Algrange.
- Adolf Wagner (1890-1944), Gauleiter și membru de rang înalt al NSDAP, născut la Algrange.